# Ken Hill
Pour les articles homonymes, voir Hill.
Kenneth Wade Hill (né le 14 décembre 1965 à Lynn, Massachusetts, États-Unis) est un ancien lanceur étoile des Ligues majeures de baseball. 
Lanceur partant droitier, Ken Hill a fait carrière de 1988 à 2001 et a joué pour six équipes, s'illustrant surtout avec les Expos de Montréal et les Rangers du Texas.

## Carrière

### Cardinals de Saint-Louis
Ken Hill fait ses débuts dans les majeures avec les Cardinals de Saint-Louis le 3 septembre 1988. Il remporte sa première victoire en 1989, mais subit 15 défaites (contre 7 gains), menant les lanceurs de la Ligue nationale au chapitre des revers. En 1990, sa moyenne de points mérités s'élève à 5,49 puis, malgré un dossier gagnant de 11-10 en 1991, les Cardinals renoncent à ses services en le cédant aux Expos de Montréal le 25 novembre afin d'acquérir le joueur de premier but étoile Andres Galarraga.

### Expos de Montréal
C'est à Montréal que Ken Hill s'impose comme un lanceur partant de qualité. Il établit un nouveau sommet personnel de 16 victoires à sa première saison chez les Expos en 1992. Il ne perd que 9 décisions et affiche une excellente moyenne de points mérités (sa meilleure en carrière) de 2,68. Il retire également 150 frappeurs sur des prises en 218 manches lancées.
En 1993, il domine les artilleurs de la Ligue nationale pour le plus faible pourcentage (0,3) de coups de circuit accordés par 9 manches lancées. Son dossier victoires-défaites est de 9-7 durant cette saison.
Il connaît sa meilleure année en 1994 alors qu'il domine tous les lanceurs de la Ligue nationale avec 16 victoires, contre seulement 5 défaites. Hill est alors une composante importante des Expos, qui dominent toutes les équipes du baseball majeur avec un pourcentage de victoires de ,649. Il reçoit une invitation pour le match des étoiles à la mi-saison et termine deuxième derrière l'as Greg Maddux au scrutin pour le trophée Cy Young, décerné au meilleur lanceur de la Ligue nationale. Il reçoit même quelques votes au scrutin du joueur par excellence de la Nationale.

### Saint-Louis et Cleveland
Après la grève des joueurs de 1994-1995, les Expos de Montréal sont contraints d'effectuer une vente de feu et de se débarrasser, faute de moyens, de leurs meilleurs éléments. Ils échangent donc Hill à son équipe originale, les Cards de Saint-Louis, le 5 avril 1995 en retour de trois joueurs peu connus, Kirk Bullinger, Bryan Eversgerd et Da Rond Stovall. 
Après avoir compilé une fiche victoires-défaites de 6-7 pour les Cards, Hill passe aux Indians de Cleveland le 27 juillet 1995, en échange de Pepe McNeal, David Bell et Rick Heiserman. 
Hill remporte 4 de ses 5 décisions avec les Indians en saison régulière et gagne 2 décisions sur 3 en séries éliminatoires.
Il amorce au monticule le premier match des Indians lors des séries éliminatoires et est le lanceur gagnant dans le premier affrontement entre Cleveland et Boston en Série de divisions. Par la suite, Hill brille comme partant lors du 4e de la Série de championnat de la Ligue américaine contre les Mariners de Seattle et mène son équipe à une victoire par jeu blanc de 7-0. 
Il est aussi le partant des Indians lors du 4e match de la Série mondiale 1995 contre les Braves d'Atlanta mais enregistre la défaite, Cleveland s'inclinant 5-2.
Hill devient agent libre après les éliminatoires et choisit de se joindre aux Rangers du Texas pour la saison 1996.

### Rangers du Texas
Le droitier connaît une autre très forte saison en 1996, effectuant 35 départs pour les Rangers et remettant une fiche de 16-10. Il est à nouveau considéré pour le trophée Cy Young, cette fois dans l'Américaine, qui sera remis à Pat Hentgen des Blue Jays.
L'équipe du Texas remporte le championnat de la division Ouest de la Ligue américaine et se mesure aux futurs champions du monde, les Yankees de New York, en Série de divisions. Hill est opposé à Andy Pettitte lors du match numéro 2 de cette série de première ronde, mais n'est pas impliqué dans la décision.

### Dernières saisons
Après l'année 1996, les performances du lanceur commencent à décliner. Pour la première fois en sept ans, il affiche un dossier perdant (9-13) en 1997. Il montre une fiche de 5-8 lorsqu'il est échangé, le 29 juillet 1997, des Indians aux Angels d'Anaheim en retour de Jim Leyritz.
Hill connaît sa dernière saison gagnante en 1998 avec 9 gains et 6 revers. Il ne gagne que 4 décisions sur 15 l'année suivante et termine la saison 2000, au cours de laquelle il est congédié par les Angels en août et signe avec les White Sox de Chicago. Il ne prend part qu'à 2 rencontres avec ces derniers, puis signe avec les Devil Rays de Tampa Bay, pour qui il ne viendra au monticule qu'à 5 reprises en 2001.
Ken Hill a lancé 1973 manches dans 332 parties, dont 315 départs, dans les ligues majeures. Il a remporté 117 victoires, encaissé 109 défaites, accumulé 1181 retraits sur des prises et présenté une moyenne de points mérités de 4,06. Il a lancé 19 parties complètes, dont 8 blanchissages.